# Alfredo Rota
Alfredo Rota (Milánó, 1975. július 21. –) olimpiai és Európa-bajnok olasz párbajtőrvívó.